# Coonan (Pistole)
Die Coonan ist eine halb-automatische Pistole, die eine modifizierte Version der Colt 1911 darstellt und Munition des Typs .357 Magnum verwendet.
Das Griffstück, Magazin und Schlitten wurden für die Coonan komplett neu entwickelt, um die Aufnahme der Patronen, welche bedeutend länger als die ursprünglich vorgesehenen .45 ACP-Patronen sind, zu ermöglichen. Die Waffe besteht komplett aus rostfreiem Stahl.
Bei ihrer Einführung war die Coonan eine der wenigen Pistolen, welche in der Lage waren, Munition mit derart hoher Geschossenergie abzufeuern.
Die Waffe besitzt für eine Pistole mit Randpatronen eine hohe Zuverlässigkeit. Das Präzisionpotential ist durchschnittlich, so sind bei Verwendung von 154 Grains Fabrikmunition Streukreise von 70 bis 100 Millimetern auf 25 Meter Entfernung zu erwarten, was dem Wert einer Gebrauchspistole entspricht, jedoch keineswegs Matchqualität darstellt. Als Scheibenwaffe ist die Coonan somit nur bedingt geeignet.
Nach Herstellerangaben wurden folgende Varianten gefertigt:
- Coonan Arms .357 Magnum
- Coonan Arms .41 Magnum (nur Prototyp)
- Coonan Arms .357 Cadet (später Baby Coonan)

Mit dem Modell B wurde die Coonan ab 1985 weiterentwickelt, vor allem der Mechanismus erhielt deutliche Verbesserungen, wie z. B. anstatt der Verriegelung per Kettenglied eine starre Steuerkurve am Lauf unterhalb des Patronenlagers. Im Laufe der Zeit wurden weitere Verbesserungen durchgeführt: 8 statt 7 Patronen sowie die Möglichkeit, die Waffe auch für den Gebrauch von Patronen des Typs .38 Special mit Wadcutter-Geschossen umzurüsten. Anfang 1990 wurde eine kompaktere (Gesamtlänge: 182 mm, Lauflänge: 99 mm, Magazin 6 Patronen) und leichtere (1,1 kg) Version mit dem Namen Cadet bzw. Baby Coonan eingeführt.
Die Firma Coonan Arms Ltd., welche die Waffe ursprünglich herstellte, ging 1998 in Konkurs. Es gab Nachfolgefirmen, die zeitweise noch Ersatzteile vertrieben haben. Von 2009 bis 2019 wurde die Waffe von der Nachfolgefirma Coonan Inc.  wieder hergestellt.